# امیرحسین خزیمه علم
امیرحسین خزیمه علم (زاده ۱۲۹۲ خورشیدی) از مالکان بزرگ سیستان، سناتور و نماینده مجلس شورای ملی بود.
پدرش امیر معصوم خان حسام‌الدوله از خاندان عَلم خزیمه (خزیمه عرب) از کهن‌ترین خاندان‌های خراسان بود که از قرن‌ها پیش در قائنات و سیستان حکومت داشته‌اند. امیراسدالله علم که در دوره محمدرضا شاه پهلوی به نخست‌وزیری رسید، عموزاده و برادر همسر او بود.
خزیمه علم در رشته اقتصاد کشاورزی در انگلستان تحصیل کرد و به استخدام اداره کشاورزی درآمد (که هنوز وزارت‌خانه نشده بود). در این اداره در زمانی که وزارت‌خانه شد تا مدیرکلی و معاونت وزیر پیش رفت. در سال ۱۳۲۸ به نمایندگی از زابل به دوره شانزدهم مجلس شورای ملی راه یافت. در دوره‌های هجدهم، نوزدهم و بیستم نیز کرسی خود را حفظ کرد و از آن پس به مجلس سنا رفت و تا انقلاب ۱۳۵۷ عضو آن مجلس بود.